# Староласпа
Старола́спа (урум. Эст’и Ласпи) — село в Україні, у Бойківській громаді Кальміуського району Донецької області. Населення становить 859 осіб. Перебуває на території, яка тимчасово окупована російськими терористичними військами.

## Загальні відомості
Село розташоване на правому березі річки Кальміус за 25 кілометрів від райцентру (автошлях Т 0508) та за 20 кілометрів від залізничної станції Каракуба.
Староласпінській сільській раді підлеглі населені пункти Біла Кам'янка та Новоласпа.
Землі села межують із с. Сонцеве, Новомихайлівка та Василівка Старобешівського району Донецької області.
Неподалік від села розташований природний заповідник Кальміуський.

## Історія

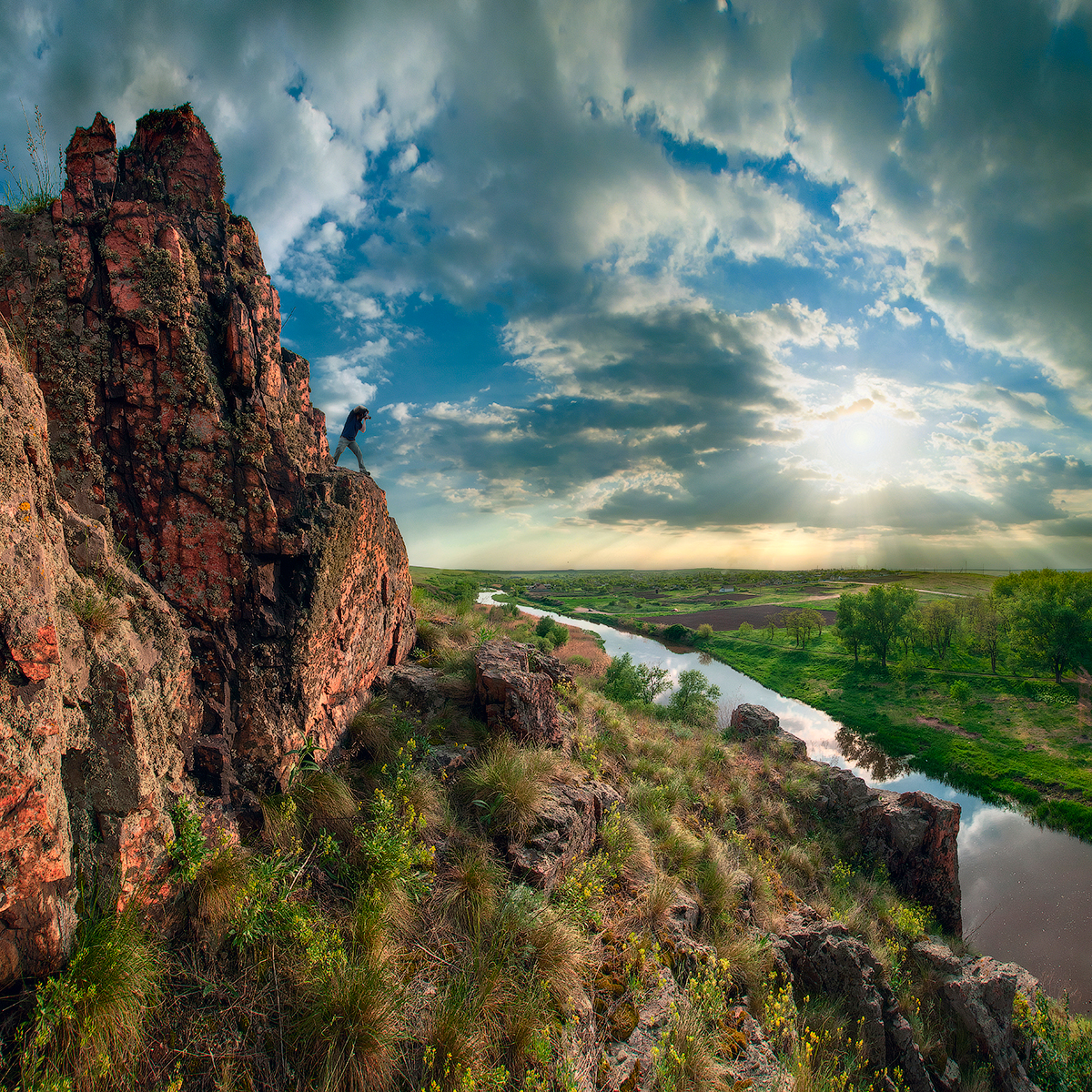
Захід над Ласпою

Засновано у 1778 році (за іншими даними у червні-липні 1780) греками-урумами, переселенцями із кримських сіл Ласпі, Алсу та Качі-Кальєн та іншими.
З кінця 1934 року село входило до складу новоутвореного Остгеймського району, який 1935 року перейменували у Тельманівський на честь лідера німецьких комуністів Ернста Тельмана. У 2016 році в рамках декомунізації в Україні адміністративна одиниця перейменована рішенням Верховної Ради України у Бойківський район. 2020 року у процесі адміністративно-територіальної реформи Бойківський район увійшов до складу Кальміуського району.
Після радянсько-польського обміну ділянками територій 1951 року до Староласпи були депортовані бойки (299 осіб) із села Чорне Нижньо-Устріцького району Дрогобицької області.
Наприкінці 1960-х років у селі проживало 1214 осіб. Тоді ж тут знаходилася центральна садиба колгоспу «Авангард» із загальною площею орної землі 3946 га. Вирощувався переважно соняшник і зернові культури, також було розвинуте вівчарство, птахівництво, м'ясо-молочне тваринництво. У Староласпі діяли середня школа, клуб, бібліотека, дитячий комбінат, лікарня і пологовий будинок.
На території села було виявлено залишки двох послень доби бронзи та скіфських часів, досліджено кочівницькі поховання IX—XIII століть.

### Війна на сході України
Під час війни на сході України село потрапило до зони бойових дій. Протягом ночі з 1 на 2 вересня 2014 року під Староласпою велися напружені бої Національної гвардії України з підрозділами збройних сил РФ та проросійськими збройними формуваннями.
Уночі з 7 на 8 січня 2015 року українські сили — підрозділ 72-ї ОМБР — знищили двох бойовиків — в групі близько 10 осіб намагалися прорватися біля Староласпи. Решта терористичного загону відступила на окуповану територію.

## Населення
За даними перепису 2001 року населення села становило 859 осіб, із них 9,31 % зазначили рідною мову українську, 89,29 % — російську, 0,58 % — грецьку, 0,23 % — гагаузьку та 0,12 % — вірменську мову.